# Геррерос, Анхель
Анхель Геррерос (исп. Ángel Guerreros; род. 7 января 1953) — парагвайский легкоатлет, выступавший в беге на короткие дистанции. Участник летних Олимпийских игр 1972 года.

## Биография
Анхель Геррерос родился 7 января 1953 года.
В 1972 году вошёл в состав сборной Парагвая на летних Олимпийских играх в Мюнхене. В беге на 100 метров занял в забеге 1/8 финала последнее, 7-е место, показав результат 11,12 секунды и уступив 0,62 секунды попавшему в четвертьфинал с 3-го места Куаку Коменану с Берега Слоновой Кости.
В том же году завоевал серебро на юниорском чемпионате Южной Америки в Асунсьоне в беге на 100 метров с результатом 11,1.
В 1975 году участвовал в Панамериканских играх в Мехико. В беге на 200 метров дошёл до полуфинала, где показал худший результат среди участников обоих забегов — 22,03.

## Личные рекорды
- Бег на 100 метров — 11,03 (1975)[5]